# Audembert
Audembert is een gemeente in het Franse departement Pas-de-Calais (regio Hauts-de-France) en telt 357 inwoners (1999). De plaats maakt deel uit van het arrondissement Boulogne-sur-Mer.
In een ver verleden had het dorp een Vlaamsklinkende naam; in de 12e eeuw werd Hundesberch (Hondsberg) geschreven; de huidige naam is daarvan een Franse fonetische nabootsing.

## Geografie
De oppervlakte van Audembert bedraagt 7,4 km², de bevolkingsdichtheid is 48,2 inwoners per km².
De onderstaande kaart toont de ligging van Audembert met de belangrijkste infrastructuur en aangrenzende gemeenten.

## Demografie
Onderstaande figuur toont het verloop van het inwonertal (bron: INSEE-tellingen).